# Larfleeze
El Agente Naranja (también conocido como Larfleeze) es un personaje ficticio de DC comics, creado por Geoff Johns y Ethan Van Sciver. Pertenece a la cosmología Green Lantern. Es un alienígena cubierto de pelo, delgado y con grandes colmillos en su boca. Posee la batería de poder naranja, lo cual lo hace el Agente Naranja, portador de la luz naranja de la codicia. Su primera aparición es en DC Universe #0 como una silueta, apareciendo completamente en Green Lantern vol 4. nº39.

## Historia
Hace billones de años, un grupo criminal, del cual Larfleeze era miembro, perpetró un robo al planeta Maltus, donde robaron, entre otras cosas, una caja que para el cliente adecuado, bien valía un sistema estelar completo. En medio de su huida fueron interceptados por los Manhunters, quienes mataron a un miembro de la banda, pero los demás lograron escapar. Ya en su nave, encontraron un mapa dentro del botín, que había pertenecido a Krona. Hablaba sobre un tesoro, uno que todos querían, incluso los Guardianes del Universo. Viajaron entonces al Sistema Vega, al planeta Okaara, donde las salvajes plantas devoraron a otro cómplice. Los tres restantes huyeron hasta caer en un templo oculto, donde en un pedestal había una Batería de Poder Naranja. Ante la influencia de la Batería, los tres empezaron a pelearse por ella, cuando interrumpen los Manhunters acompañados de los Guardianes. Se entabla una cruda batalla, donde varios Manhunters son destruidos, uno de los compañeros de Larfleeze resulta muerto e incluso mueren varios Guardianes a causa de la luz naranja. Entonces es cuando los Guardianes interrumpen la pelea, declarando que solo quieren recuperar la caja, y que si valía un sistema entero les otorgarían el Sistema Vega, siempre y cuando la luz naranja no saliera fuera del sector. Sin embargo, imponen una condición, por seguridad a los demás, solo uno de los dos ladrones puede quedarse con la Linterna Naranja. Larfleeze es quien gana y se convierte en el Agente Naranja, el portador de la luz naranja de la codicia. Por billones de años se quedaría en Okaara, devorando festines y matando a los intrusos con quien se topara y convirtiéndolos en avatares de luz naranja a su servicio.
Con el pasar de los años, los Guardianes romperían el tratado repetidas veces, enviando Green Lanterns a su sector. Cuando los Controllers, que antiguamente estaban asociados a los Guardianes, intentaron apoderarse de la luz naranja, tras matarlos, Larfleeze envió un mensaje en los restos del Green Lantern Stel, reclamando a los Guardianes la falta del acuerdo. La Guardiana Scar destruye la construcción de Larfleeze e incita a los Guardianes a acabar con la luz naranja de una vez por todas. Una vez en Okaara, los guardianes y sus Green Lanterns no pueden derrotar al enfurecido Larfleeze, hasta que Hal Jordan usa el anillo azul que había obtenido de Saint Walker para calmarlo. Los Guardianes compensan a Larfleeze con un deseo, este pide saber donde puede encontrar un anillo azul.
Larfleeze mandara a sus avatares a atacar Odym, hogar de los Blue Lantern Corps, pero se desencadenaría la Blackest Night, quienes atacarían a Larfleeze en Okaara interrumpiendo su ataque. Incapaz de repeler a los Black Lanterns Larfleeze se olvidaría del anillo azul, codiciando en su lugar ayuda. Por coincidencia en ese momento aparecería Atrocitus, el Red Lanterns, quien trataría de quitarle la Linterna Naranja para poder usarla contra los Black Lantern.
Interrumpirían la batalla Hal Jordan, Carol Ferris, Sinestro, Saint Walker, Ganthet, Sayd e Índigo-1, quienes buscan formar una alianza para detener la Blackest Night. Larfleeze se une a cambio de que Sayd se vuelva su Guardiana cuando acabe el conflicto.
Teletransportado a la tierra, prestaría su ayuda para vencer a Nekron. Su anillo sería dividido sin su consentimiento por Ganthet para elegir a un Orange Lantern para ayudar a la pelea. Lex Luthor sería seleccionado y Larfleeze pelearía con el intentando arrebatarle el anillo. Luthor perdería el control atacando a todos y Larfleeze lo noquearía con su batería de poder, entregándolo a la tierra para que dispongan del ladrón. Los demás lanterns se reirían de él, pues por fin le dio algo a alguien.

## Poderes
- Como alienígena, no demuestra ninguna habilidad sobrehumana.
- Como el Agente Naranja, al ser el único usuario de una luz del espectro emocional, posee tal poder que es capaz de hacer frente a varios Guardianes a la vez.
- Puede crear un ejército de luz naranja, usando la apariencia de sus víctimas y de él mismo. Puede mandarlos a distancias largas, que incluso abarca sectores espaciales.

## Juramento
Aunque en principio no lo tenía ni lo necesitaba, al escuchar a los demás Lanterns proclamar sus juramentos de recarga de poder hace que él se invente uno para sí mismo, que rezaría aproximadamente así:
Este poder es mío, mía es su claridad.
En el día y su luz o en la noche y su oscuridad,
Proclamo que todo cuanto vea sea de mi propiedad,
Para tomarlo como quiera...¡¡esa es mi voluntad!!
Además, al finalizar el arco de "La ira del primer Lantern" (Green Lantern #20, New 52) se lo puede ver cargando su anillo y recitando el siguiente juramento:
"Lo que es mío es mío
y mío, y mío.
¡Y mío, y mío y mío!
¡No tuyo!"

## Otros
- Su pelaje se ha vuelto naranja (antes era blanca) por su exposición a la luz naranja.
- Come grandes cantidades de comida, pero nunca pierde el hambre o engorda.
- Es obsesivo con los que desea o sus pertenencias, incluso acusa a Hal Jordan de robarle una idea.

## En otros medios

### Televisión
- Larfleeze aparece en Linterna Verde: La Serie Animada episodio "Larfleeze" con la voz de Dee Bradley Baker. Dialogue también identifica a Glomulus como uno de sus constructos. En el episodio, Razer le dice a Kilowog y Hal Jordan sobre la luz naranja, y los tres deciden buscarla para luchar contra su ex aliada Aya, quien se ha hecho cargo del cuerpo y los deberes del Antimonitor. Hal al encontrar la batería de energía naranja, se acerca a ella y se la roba a un enfurecido Larfleeze, quien la llama su "brillante". Cuando están a punto de irse, Jordan se vuelve paranoico porque Kilowog y Razer estaban planeando quitarle la linterna, y después de sucumbir al poder de la luz naranja, él mismo se convierte en una linterna naranja y lo vuelve malvado. Con la ayuda de Larfleeze, Kilowog y Razer intentan hacer que Jordan vuelva en sí, solo lo logran cuando lo convencen de rechazar la luz naranja a favor de salvar el universo de Aya. Sabiendo que la luz naranja es demasiado poderosa para que la usen, Jordan devuelve la linterna a un alegre Larfleeze. Intenta recompensarlos, pero no está dispuesto a desprenderse de todo lo que posee debido a su propia codicia, esto hace que los tres Linternas simplemente se vayan.

### Videojuegos
- Larfleeze (junto a sus Orange Lanterns) aparece en DC Universe Online. En una misión con temática navideña, Hal Jordan (héroes) y Sinestro (villanos) informan a los jugadores que Larfleeze y sus Orange Lanterns están robando cosas navideñas para guardarlas para ellos. Los jugadores tuvieron que recuperar los bienes robados mientras luchaban contra Orange Lanterns y Orange Lantern Behemoths. Algunos de los regalos robados en realidad contienen trampas explosivas de Orange Lantern que varían desde estar aturdido, estar atrapado en una construcción de globo de nieve de Orange Lantern, convertirse en un muñeco de nieve de Orange Lantern e incluso obligar a cualquier jugador que se acerque a una de las trampas explosivas para hacer el baile de Snoopy del especial de Navidad de Charlie Brown. En la investigación Oaths of Light (donde se encuentran todos los Juramentos para los otros siete Lantern Corps), la investigación para Orange Lantern Corps es del Libro de la codicia. La página MCMXCVIII es "Mía", dijo siete veces. También tendrá un papel importante en el nuevo paquete de contenido descargable para DCUO, War of the Light Part II. Este paquete de contenido también contará con Glomulus y Orange Lantern Corps.
- Larfleeze aparece como un personaje jugable en Lego Batman 3: Beyond Gotham, con la voz de Dee Bradley Baker.
- Larfleeze aparece como un personaje jugable en DC Unchained.
- Larfleeze se agregó como un personaje jugable en el juego móvil DC Legends.

### Juguetes
- Larfleeze apareció en la serie Blackest Night de DC Comics Super Hero Collection.
- Una figura de Larfleeze de quince centímetros era parte de la línea de juguetes Blackest Night.
- Larfleeze también ha sido lanzado como parte de la serie de figuras de acción DC Universe Signature de Mattel a través de MattyCollector.Com. Es la figura de abril de 2013.